# Harriet Wolfe
Pour les articles homonymes, voir Wolfe.
Harriet L. Wolfe est une psychiatre et universitaire américaine. Elle est professeure associée clinicienne en psychiatrie et sciences du comportement de l'université de Californie à San Francisco. Elle est présidente de l'American Psychoanalytic Association de 2016 à 2018 et présidente de l'Association psychanalytique internationale depuis 2021.

## Biographie
Harriet Wolfe fait des études d'allemand à Smith College de 1961 à 1965, puis elle obtient un master de langue et littérature germaniques à l'université Columbia en 1967. Elle fait une année préparatoire aux études de médecine à l'université de Berkeley, puis s'inscrit à l'école de médecine de l'université Case Western Reserve où elle obtient son diplôme de médecin en 1975. Elle fait son internat de psychiatrie à l'école de médecine de Yale de 1976 à 1979.
Elle est maître de conférences à la faculté de médecine de Yale de 1979 à 1985, puis professeure associée à l'université de Californie à San Francisco. Elle se forme comme psychanalyste à l'Institut de psychanalyse de San Francisco, dont elle est membre depuis 1994 et où elle est analyste superviseuse.
Elle est présidente de l'American Psychoanalytic Association de 2016 à 2018, et elle est élue présidente de l'Association psychanalytique internationale en 2021.